# Leiostyla vincta
Leiostyla vincta је пуж из реда Stylommatophora и фамилије Lauriidae.

## Угроженост
Ова врста није угрожена, и наведена је као последња брига јер има широко распрострањење.

## Распрострањење
Ареал врсте је ограничен на једну државу. 
Португал је једино познато природно станиште врсте.